# Москалёва, Алёна Анатольевна
Алёна Анатольевна Москалёва (род. 29 августа 1990) — российская самбистка и дзюдоистка, призёр чемпионата России по самбо, мастер спорта России по самбо. Выступала в полулёгкой (до 52 кг) и лёгкой (до 56 кг) весовых категориях. Тренировалась под руководством Е. В. Ведерниковой и С. Меньщикова. Бронзовый призёр II Всероссийской молодёжной спартакиады 2010 года по самбо и дзюдо. Победительница мемориала Владимира Гулидова 2011 года (дзюдо). Бронзовый призёр чемпионата России по самбо 2011 года. В 2012 году на этапе Кубка мира по дзюдо в Таллине заняла 7-е место.

## Спортивные результаты
- II Всероссийская молодёжная спартакиада 2010 года (самбо) — [2];
- II Всероссийская молодёжная спартакиада 2010 года (дзюдо) — ;
- Мемориал Владимира Гулидова 2011 года — ;
- Чемпионат России по самбо среди женщин 2011 года — ;